# La Tâche
La Tâche é um vinho da Borgonha classificado como Grand Cru, produzido na cidade de Vosne-Romanée na Côte d'Or, França. Ele faz parte dos míticos crus da Borgonha da Côte de Nuits.

## História
Os monges de Saint-Vivant de Vergy (região de Cluny) e os cistercienses de Cîteaux já trabalhavam as vinhas há cerca de 1000 anos. Eles são classificados como AOC desde 1936.

## Localização
Situado na comuna de Vosne-Romanée, este grand cru cobre uma superfície de 6,06 hectares. A cepa utilizada é a pinot noir e eram produzidos cerca de 165hectolitros, cerca de 22000 garrafas em 2004).
Depois do Romanée-Conti, produzido pela mesma Domaine, o La Tâche é o segundo melhor vinho produzido pela Romanée-Conti.

## Geologia
Solo calcário, bastante argiloso, boa inclinação, pouco espesso na parte superior e mais profundo na parte inferior com cerca de 250 a 310 m de altitude.

## Tipos de vinhos, gastronomia e temperaturas de serviço
Coloração rubi, passando ao carmim com a idade. Diversificado e amplo ao nariz com aromas de pequenas frutas vermelhas e pretas, violeta, especiarias. Potente na boca, delicado, completo, equilibrado.
Ótimo para acompanhar carnes fortes, caças, patos e vitela. Deve ser servido entre 15 e 17 °C. Pode ser guardado por até 25 anos.

## Outros grands crus de Vosne-Romanée
- Romanée-Conti
- Richebourg
- La Romanée
- Romanée Saint-Vivant
- La Grande Rue